# La Chapelaude
La Chapelaude – miejscowość i gmina we Francji, w regionie Owernia-Rodan-Alpy, w departamencie Allier.

## Demografia
Według danych na rok 1990 gminę zamieszkiwały 982 osoby, a gęstość zaludnienia wynosiła 34 osoby/km². W styczniu 2015 r. La Chapelaude zamieszkiwało 991 osób, przy gęstości zaludnienia wynoszącej 34,3 osób/km².